# ماري كار مور
ماري كار مور (بالإنجليزية: Mary Carr Moore)‏ هي ملحنة أمريكية، ولدت في 6 أغسطس 1873 في ممفيس في الولايات المتحدة، وتوفيت في 9 يناير 1957 في كاليفورنيا في الولايات المتحدة.